# 백작

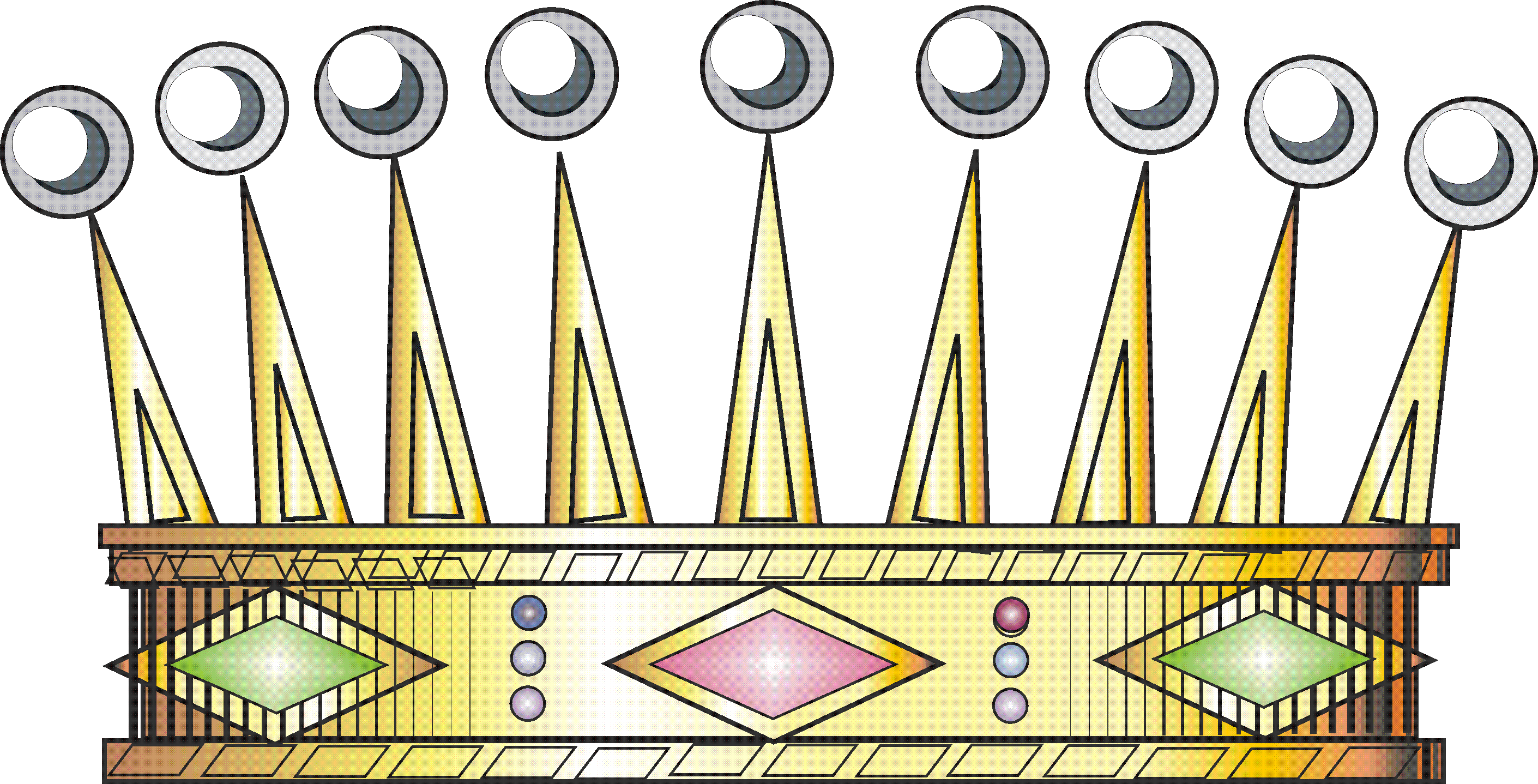
백작의 관

백작(伯爵, 여성형: 백작부인(伯爵夫人), 여백작(女伯爵), 독일어: Graf/Gräfin 그라프/그레핀[*], 영어: Count/Countess 카운트/카운티스[*], 프랑스어: Comte/Comtesse 콩트/콩테스[*])은 동양에서는 귀족의 5계급 중 후작 다음가는 작위이다. 하위에는 자작이 있다. 서양에서는 후작 아래에 해당하는 작위이다. 독일의 귀족 관제 중 후작과 같은 급인 방백(Landgraf, Markgraf)이나 특수한 형태였던 제국 백작(Reichsgraf)과 혼동하면 안된다. 백작이 지배하는 영역은 백작령(伯爵領), 백작이 지배하는 국가는 백국(伯國)이라고 부른다.

## 동양

### 한국
한국에 백작 계급이 도입된 것은 고려시대 때에 5등작이 시초이다. 고려에서는 천자(임금)의 여러 아들 에게 후(侯)가 초봉 되었고, 부마(사위)에게는 백(伯)을 봉하였다. 종실의 봉작과 달리 이성제군에게는 지역명등과 함께 주로 현백(縣伯)에 봉했으며 윤관이 영평현개국백(鈴平縣開國伯)에 봉작된 것이 그 예이다. 그 후, 충렬왕 때 원의 간섭으로 일시 폐지되었다가, 공민왕 때 부활하였으며 공양왕 때 심덕부가 청성군충의백(靑城郡忠義伯)에 봉작되는 등 고려가 망할 때까지 지속되었다. 조선이 개국된 이후에도 당분간 쓰여 정도전이 봉화백(奉化伯), 조준이 평양백(平壤伯), 이지란이 청해백(靑海伯), 심덕부가 청성백(靑城伯)에 봉해지는 등 정1품 공신들이 백작에 봉작되었으나, 조선 태종 때 폐지되어 사라졌다.
일제가 한일합병에 공이 컸던 이들 및 구대한제국 관리 들에게 내렸던 것에서 한국에 재도입되었다. 참고로 일제가 조선인에게 수여한 조선귀족 중에는 을사오적이던 이완용과 이지용이 이 직위를 받았으며 같이 백작 작위를 받은 민영린은 1919년에 아편 흡입죄로 직위를 박탈당했다.

### 일본
일본에서는 화족 제도 중 공작, 후작의 뒤를 잇는 제3등위 계급이다. 작위 수여 기준은 교토 조정의 대신가(大臣家)와 일부 당상가(堂上家), 고산쿄, 5만석 이상의 다이묘, 쓰시마후추 번주 소씨, 니시혼간지, 히가시혼간지의 세습 주지, 기타 국가에 훈공 있는 자이며 다른 작위들과 마찬가지로 태평양 전쟁에서 일본이 패한 후 실시된 미군정에 의해 1947년에 폐지된다.

### 중국
중국에서는 춘추시대 이전부터 존재한 계급으로 천승지국 일천개의 전차를 보유한 나라인 대 제후국으로 그규모가 전차 1000여대를 보유할 정도이기에 황하가 유역에 백국들이 위치하고 있었다. 본래 춘추시대가 일어나기전 경대부들의 기본작위 정도에 해당하는 수준이었지만 춘추시대가 일어날 무렵 회맹을 함에 있어서 주도권을 쥘 수 있는 강력한 명분이 될 수있던 세력들이었다. 주나라가 세워질 무렵 주로 왕족들이 분봉받은 작위였다.

## 서양
서양에서 귀족 칭호 가운데 하나로, 근대에는 후작이나 공작보다 한 등급 낮은 작위이다. 오래된 기원은 프랑크의 지방관 겸 판사였지만 그 어원은 로마 제국의 황제들의 측근에서 모시는 가신인 코메스에서 유래되었다. 관직의 성향을 띠고 있었지만 점차 봉건체제에 서서히 받아들여져 일부는 공작에게 종속되었지만, 플랑드르·툴루즈·바르셀로나 같은 일부 백작령은 공작령만큼 넓었다. 이후 중앙집권화한 근대적 유형의 국가 형성으로 이어졌고, 백작의 정치 권력 상실을 의미했다. 총리나 장관과 같은 공적이 뚜렷한 자가, 백작 위계에 봉해진다.

### 프랑스
프랑스에서 콩트라 불린 백작의 지위는 적어도 900년까지 공작의 봉신이였다. 그러나 봉건화 과정이 진전됨에 따라 관직의 성격은 사라졌고 점차 작은 땅의 세습영주가 되는 경향을 보였다. 이미 11세기에는 이런 경향이 나타났고 그와 더불어 백작이라는 칭호를 별 제한 없이 사용하는 관례가 생겨났다. 또한 12세기에 이르러 중간 정도의 지위를 가진 영주라면 누구나 플랑드르와 툴루즈처럼 넓은 봉토를 가진 영주와 마찬가지로 백작을 자처할 수 있었다. 이후 왕국의 체계가 좀더 안정된 13세기에도 이 칭호는 상당한 중요성을 가질 수도, 별로 의미가 없는 경우도 생겨나기 시작되었다. 또한  왕의 이름으로 재판권을 행사하는 대법관 제도가 정립되었으며 이것은 백작의 입법권과 사법권 및 사적인 전쟁을 제한하는 데 이바지했다. 이후 16세기에 독자적으로 화폐를 주조하는 권한까지 박탈당했으며 넓은 봉토는 차츰 프랑스 왕권 아래로 재통합되어 그저 다양한 특권을 유지하는 존재가 되었다. 프랑스 제1제정과 그 뒤를 이은 군주정 및 제국시대에는 백작의 지위가 영토의 의미를 전혀 갖지 않았고 장자상속에 따라 대대로 물려줄 수 있는 세습작위가 되었다.

### 독일과 오스트리아
독일에서 그라프라 불린 백작이라는 칭호는 10세기경부터 대부분 세습작위가 되었지만 이는 독일의 백작이 프랑스의 백작보다 더 오랫동안 관직의 성격을 유지했다. 이후 2세기가 지난 12세기에 신성 로마 제국의 황제였던 프리드리히 1세는 백작에게 그들이 다스리는 지역에서 치안유지권을 부여했으며 이 권한은 1100년까지 공작에게 속해 있었다. 그 후 백작령이라는 용어는 백작이 생사 여탈권을 갖고 있는 지역을 의미하게 되었다. 12세기초부터 독일 서부에서는 공식 지위와는 전혀 관계없이 단지 그들이 갖고 있는 성에서 백작이라는 칭호를 사용하는 백작이 많이 나타났다. 이미 프리드리히 1세 시대에는 '보호관'(Vögte) 같은 상류층의 일부 자유인들이 백작을 자처하기 시작했다. 13, 14세기에는 공작한테서 봉토로 하사받은 새로운 백작령이 생겨나 사실상 백작의 권위가 공작에게 종속되었다는 것을 의미했다.
신성 로마 제국 안에서는 일반백작과 제국백작을 차츰 구별하기 시작했다. 제국백작은 제국의회를 구성하는 한 요소인 백작단(Grafenkollegium)의 일원으로 분류되었다. 이들은 황제의 직접적인 봉신으로 일반적으로 번경백에 비해 작은 영지를 소유하고 있었다. 1806년에 신성 로마 제국이 해체된 뒤 이들 제국백작의 지위도 한 단계 낮아졌다. 다시 말해서 그때까지는 황제 한 사람만의 직속 신하였던 제국백작이 독일 여러 국가의 군주들에게 종속된 지위로 떨어졌다는 것을 의미하기도 했다. 그러나 연방의회는 1829년 '각하'(Erlaucht)라는 특별존칭을 쓸 수 있는 제국백작의 권리를 인정했다.

### 이탈리아
이탈리아에서는 카롤링거 왕조의 권위가 쇠퇴하면서 도시에 바탕을 둔 백작령 제도가 생겨났다. 그러나 이탈리아의 백작은 공작에게 종속되지 않았던 듯 하다. 어쨌든 공작이라는 칭호는 적어도 이탈리아 북부에서는 드물었다. 베네치아와 피렌체같은 자치도시가 성장하자 백작령은 그때까지 갖고 있던 중요성을 잃게 되었다. 그러나 교황과 이탈리아 반도의 군주들은 르네상스에서 근대에 접어든 뒤에도 백작이라는 칭호를 특권의 표시로 자주 부여했다.

### 스페인
스페인의 아스투리아스-레온 왕국에서는 서고트족의 영향으로, 카탈루냐와 피레네 산맥 바로 남쪽에 있는 지방에서는 프랑크 왕국의 영향으로 백작령이 발달했다. 바르셀로나 백작들은 카탈루냐 백작령을 통합해, 적어도 프랑스의 플랑드르나 툴루즈 백작과 어깨를 견줄 수 있는 사실상의 군주가 되었다. 또한 카롤링거 왕조의 아라곤 백작령은 아라곤 왕국의 핵심이었다. 반면에 카스티야 왕국의 모태가 된 카스티야 백작령은 원래 아스투리아스-레온 왕국의 변경 지방이었다. 아스투리아스-레온 왕국의 백작들은 11세기말까지만 해도 왕이 임명한 지방 행정관으로서 관직의 성격을 유지했지만, 그 후에는 여러 종류의 세습 영주권을 갖는 것이 오히려 지배적인 원칙으로 바뀌기 시작했다. 르네상스 시대와 그 이후의 스페인 군주국에서는 백작이라는 칭호가 좀처럼 내려지지 않았다.

### 폴란드와 러시아
러시아에서는 표트르 대제 시대에 이르러서 유럽화 과정에서 처음으로 백작 칭호가 도입되었고 대개는 정부에서 일정한 지위에 오른 관리들에게 이 칭호가 주어졌다. 폴란드에는 원래 백작이 없었지만 18세기말 영토가 분할된 뒤 러시아인·오스트리아인·프로이센인 들이 백작 칭호를 도입했다.

## 같이 보기
- 자작
- 영국 백작